# 王長齡 (主教)
王長齢（おうちょうれい、英語: Bishop James C. L. Wong、1900年2月17日 - 1970年4月27日）は、河北省永清県出身で、台湾聖公会の初めての中国出身主教であり、新埔工業商業学院（現在の聖ヨハネ科技大学の前身）の創立者でもある。

## 略歴
王長齢は普通学校で学び、米国聖公会が設立した武昌文華学校でも学び、北平市の清華大学でも教育を受ける。彼は成績優秀で義和団の乱賠償金を得て、米国マサチューセッツ工科大学へ留学して、1924年に海事建築工学と海洋工学の学士号を取得し、米国ゼネラル・エレクトリック社のエンジニアとして、北アイルランド、英国、香港、オーストラリアで勤務。ロンドン造船・機械技師・海洋技師協会、オーストラリア造船・技師協会、ニューカッスル技師協会に属し、香港技師協会の元会長。 香港工程師協会の首席を務め、1956年には引退。
1938年2月、中華聖公会が義務聖職（Honorary Priesthood）規則を正式に採択すると、王長齢は最初の自発的聖職者となり、1940年3月に自発的聖職者として聖別された。彼はまた九龍基督堂と戦後に設立された牧愛堂の牧師でもあった。1960年2月16日、マレーシアのボルネオ教区の主教に任命され、1962年にはサバ州の主教となった。1965年1月7日、台湾教区の最初の中国人主教として任命された。 [2]
カナダのトロント大学トリニティ・カレッジと米国のバージニア神学校で博士号を取得し、それ以降生涯を教育に捧げた。当初は香港航海学校と香港中文大学の設立に携わる。1965年9月に高雄に聖パウロ幼稚園を開園した後、台北に聖ヨハネ保育園、士林に牧愛堂保育園、台南に聖ミカエルの家、嘉義に聖ペテロ堂保育園を設立した。
主教在任中、聖ヨハネ科技大学の再建を積極的に計画、援助したが、1970年4月27日、心臓の病気が長引き、高雄の洛仁病院で逝去。
彼の死後、アメリカ聖公会総会は、聖ヨハネ大学（当時は新埔工業大学）の敷地内に王長玲記念礼拝堂（アドヴェント・チャペル）を建設する資金を提供し、王長玲の遺体はオルターの下に安置された。

## 家族
1929年に蕭依娣（Edith Sue）と結婚し、3人の息子と1人の娘をもうけた。彼には3人の息子と1人の娘がおり、全員がエンジニアや講師として働いた。

## 参照項目
- 台湾聖公会